# Lagidium viscacia boxi
La vizcacha patagónica o chinchillón patagónico (Lagidium viscacia boxi) es una de las subespecies en que se subdivide la especie Lagidium viscacia, un roedor de la familia de las chinchillas. Se distribuye en la Patagonia, al sur de Sudamérica.

## Taxonomía
Descripción original
Este taxón fue descrito en el año 1921, originalmente como una especie plena, por el mastozoólogo británico Michael Rogers Oldfield Thomas, bajo la combinación científica de Lagidium boxi. En el año 1943, Osgood la incluye subespecíficamente en Lagidium viscacia (es decir: Lagidium viscacia boxi).
Holotipo
El holotipo designado es el catalogado como: B.M. 20. 11. 4. 95. Se trata de hembra adulta, capturada el 9 de abril de 1920, por el señor H. E. Box, con número original 200. Fue depositada en el Museo Británico y luego transferida al Museo de Historia Natural, de Londres.
Las muestras empleadas para describir al taxón consistieron en 2 ejemplares obtenidos por Box y una piel adicional y tres cráneos obtenidos por el señor Guy H. Dawson.
Localidad tipo
La localidad tipo referida es: “Pilcañeu (= Pilcaniyeu), alto río Negro, noroeste de la Patagonia”.
Pilcaniyeu queda en el departamento homónimo, provincia de Río Negro, a 70 kilómetros al este de San Carlos de Bariloche, Patagonia argentina.
Etimología
Etimológicamente, el término subespecífico boxi es un epónimo que refiere al apellido de la persona a quien fue dedicada, el colector del ejemplar tipo, el señor H. E. Box.
Caracterización y relaciones filogenéticas
El cariotipo de esta subespecie es 2n = 64 y FN= 126.
La ubicación sistemática y relaciones respecto a otras población relacionadas aún distan de estar clarificadas, divergiendo los distintos autores en sus consideraciones. Por ejemplo, para J. R. Ellerman, u O. P. Pearson, este taxón sería la subespecie típica de una especie austral, que también incluiría como subespecies a L. v. somuncurensis y L. v. moreni. Otros autores incluyen también como subespecie a L. v. sarae (como Lagidium boxi sarae).
Un estudio genético que comparó muestras de distintas poblaciones del género Lagidium, encontró que L. v. boxi difiere de L. v. viscacia mediante una distancia genética de 7,9 %, sobradamente suficiente para ser tratadas como especies separadas; incluso el análisis de máxima parsimonia agrupó la secuencia corta de L. v. boxi junto con la de Lagidium wolffsohni, indicando una mayor proximidad genética (de 5,5 a 5,9 %) entre L. v. boxi con la especie más austral del género que con cualquiera de las subespecies que componen su supuesta propia especie (L. viscacia).

## Distribución

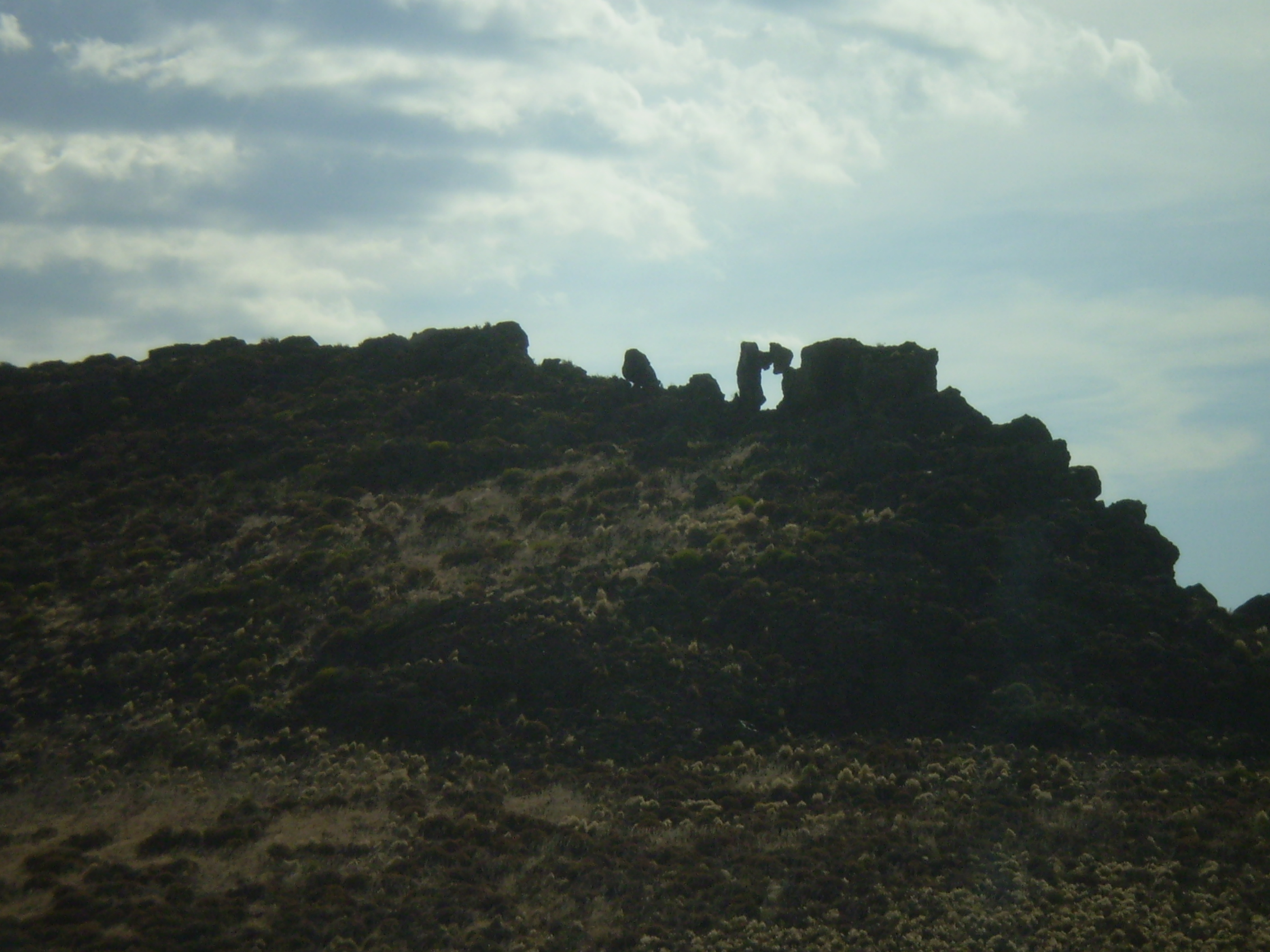
Cerros en inmediaciones de Pilcaniyeu, Río Negro, Patagonia argentina; la localidad tipo de este taxón.

Esta subespecie se distribuye de manera endémica en el norte de la Patagonia. El registro original es de Pilcaniyeu, al este del lago Nahuel Huapi; también fue citada de Las Bayas, departamento Ñorquincó, ambas localidades están ubicadas en el sudoeste de la provincia de Río Negro (en el noroeste de la Patagonia argentina). A estos se suman los registros de Paso del Sapo (departamento Languiñeo) y El Hoyo (departamento Cushamen), al noroeste de la provincia del Chubut.
También se señaló como distribuida en la provincia de Llanquihue, en el centro-sur de Chile.

## Características
Este taxón es un roedor grande, de tamaño aproximadamente similar a L. v. moreni y un peso de 2000 g. Es la subespecie más grande de todas. La longitud de la cabeza más el cuerpo es de 490 mm; la de la cola es de 320 mm; la de la pata trasera 105 mm; la de la oreja 68 mm.
La cabeza es corta y redondeada, grandes ojos oscuros y orejas siempre erectas, cortas (con respecto a otras subespecies). A ambos lados del hocico exhibe muy largas vibrisas, rígidas, oscuras, las que apuntan hacia abajo y hacia atrás. Tanto sus molariformes como sus incisivos crecen en forma continua; estos últimos son delgados y con su capa de esmalte decolorada.
Posee un pelaje suave, denso y lanoso, el cual exhibe un patrón cromático dorsal (incluida la cabeza) gris oliváceo más oscuro que Lagidium v. moreni, anteado con sufusión amarillenta (que lo separa de L. v. sarae cuyo dorso es gris oscuro sin sufusión amarillenta). Contrasta con el color dorsal una cinta vertebral longitudinal de pelaje de color más oscuro que va desde la nuca hasta la grupa, raya que está más fuertemente desarrollada que en Lagidium v. moreni.
Ventralmente solo el pelaje del área genital es amarillo (donde forma una mancha marcada), el resto es blanco-amarillento a oliva grisáceo claro, muy diferente a Lagidium v. moreni que ventralmente es bien amarillo.
Todas sus extremidades tienen 4 dedos; las almohadillas plantares son las únicas zonas desnudas de pelaje de todo su cuerpo. Las patas anteriores son más cortas, y sus débiles uñas no le sirven para cavar. Las posteriores son mayores y cuentan con fuerte musculatura y largos pies, que le permiten escapar de sus predadores saltando entre las rocas. Muestra parches axilares de color blanco. Los pies de las 4 extremidades son oscuros. con pelos canosos gris-marrones, muy diferentes de los de Lagidium v. moreni que son blanco-grisáceos.
La cola es alargada y está cubierta por pelos largos, los que en su parte dorsal muestran mayor longitud y rigidez, concluyendo en su extremo en un mechón con forma de pincel, el cual es más oscuro, al igual que los pelos de la parte inferior de la cola. Esta, normalmente, se encuentra doblada hacia arriba; solamente la libera de esa posición cuando se desplaza entre las rocas, en razón de que cumple una función de balance para mantener la estabilidad durante sus grandes saltos.
Respecto de Lagidium v. moreni, presenta además, importantes diferencias craneales, entre las que se encuentran el tener el cráneo más corto, el hocico más amplio, los nasales más inflados, etc.

## Historia natural
Muchos de los aspectos de su historia de vida se conocen poco o aún son especulativos, por lo que mayores estudios científicos se necesitan. 
Hábitat
Esta subespecie vive a una altitud de alrededor de 1200 m s. n. m.. Sus hábitats característicos siempre poseen abundantes rocas y vegetación no arbórea (o con cipreces de la cordillera dispersos), rala, incluso desértica; especialmente prefieren acantilados, bardas aisladas, roquedales de cañadones y fuertes pendientes y enclaves rocosos que emergen de planicies, siempre en ambientes agrestes.
Hábitos
Posee hábitos diurnos, con mayor actividad en las primeras y últimas horas del día. Es de costumbres gregarias, viviendo en grupos familiares o colonias. Cada individuo o pareja defiende un pequeño territorio, el cual se centra en la grieta entre las rocas que utilizan como guarida y una superficie de su derredor, la que incluye un área con tierra suelta que es empleada como revolcadero para empolvar su pelaje con el objetivo de que este conserve sus cualidades aislantes. También suele contar con una plataforma rocosa o balcón de descanso, donde toma baños de sol y sobre el cual la pareja realiza entre sí sesiones de espulgamiento y acicalamiento. Para mantenerse comunicados o alertar la presencia de posibles predadores, emiten una serie de sonidos de contacto y alarma.
Dieta y depredadores
Se alimenta solamente de vegetales. En un estudio se determinó que consume 22 especies de plantas, en especial de gramíneas (68 %); las especies arbustivas representan el 19,7 % mientras que las hierbas cubren el 11 %.
Compite por los mismos recursos con una especie introducida y muy abundante, la liebre europea (Lepus europaeus), sin embargo esta última prefiere terrenos con menor pendiente.
Durante el invierno no hibernan; frente a temporadas de frío riguroso pueden descender altitudinalmente buscando mejores condiciones.
Entre sus predadores se encontrarían el puma (Puma concolor), el zorro colorado patagónico o culpeo (Lycalopex culpaeus magellanicus) y ocasionalmente grandes aves rapaces de hábitos diurnos, en especial el águila mora (Geranoaetus melanoleucus) y el ñacurutú patagónico o tucúquere (Bubo virginianus magellanicus), un strigiforme de hábitos crepusculares-nocturnos. Es parasitada por Lamanema chavezi , por Heteroxynema (Cavioxyura) viscaciae y por Viscachataenia quadrata.
Reproducción
Se conoce muy poco de sus hábitos de cría. La temporada reproductiva abarcaría desde la primavera hasta el fin del verano. La hembra podría ser poliéstrica, pudiendo parir 2 o 3 veces cada año, si las condiciones le son propicias. Luego de un periodo de gestación de entre 120 y 140 días, dentro de su refugio entre las rocas da a luz a una única cría (raramente 2), la que ya nace con buen desarrollo, los ojos abiertos y la capacidad de complementar con vegetales la lactancia materna, la cual dura unos 60 días. Al llegar su peso a 1 kg, alcanza su madurez sexual, esto ocurre entre los 7 y los 12 meses de vida.
Conservación
Su presión de captura por los humanos fue mayor en el pasado. Es cazada localmente, para aprovechar su carne y, en menor medida, su lana o piel, de escaso valor comercial ya que la pelecha continuada de su pelaje hace que en todos los meses del año su piel no sea apta para un aprovechamiento industrial. Al poseer un hábitat poco utilizable desde el punto de vista agropecuario, no ha sido profundamente alterado y se ha mantenido con muy baja densidad poblacional, por lo cual el estado de conservación de sus poblaciones no presentaría mayores problemas.